# Sidi Bel Abbès (provins)

Sidi Bel Abbès provins i Algeriet

Sidi Bel Abbès (arabiska: ولاية سيدي بلعباس) är en provins (wilaya) i nordvästra Algeriet. Provinsen har 603 369 invånare (2008). Sidi Bel Abbès är huvudort.

## Administrativ indelning
Provinsen är indelad i 15 distrikt (daïras) och 52 kommuner (baladiyahs).